# Margarete Kühn (Kunsthistorikerin)

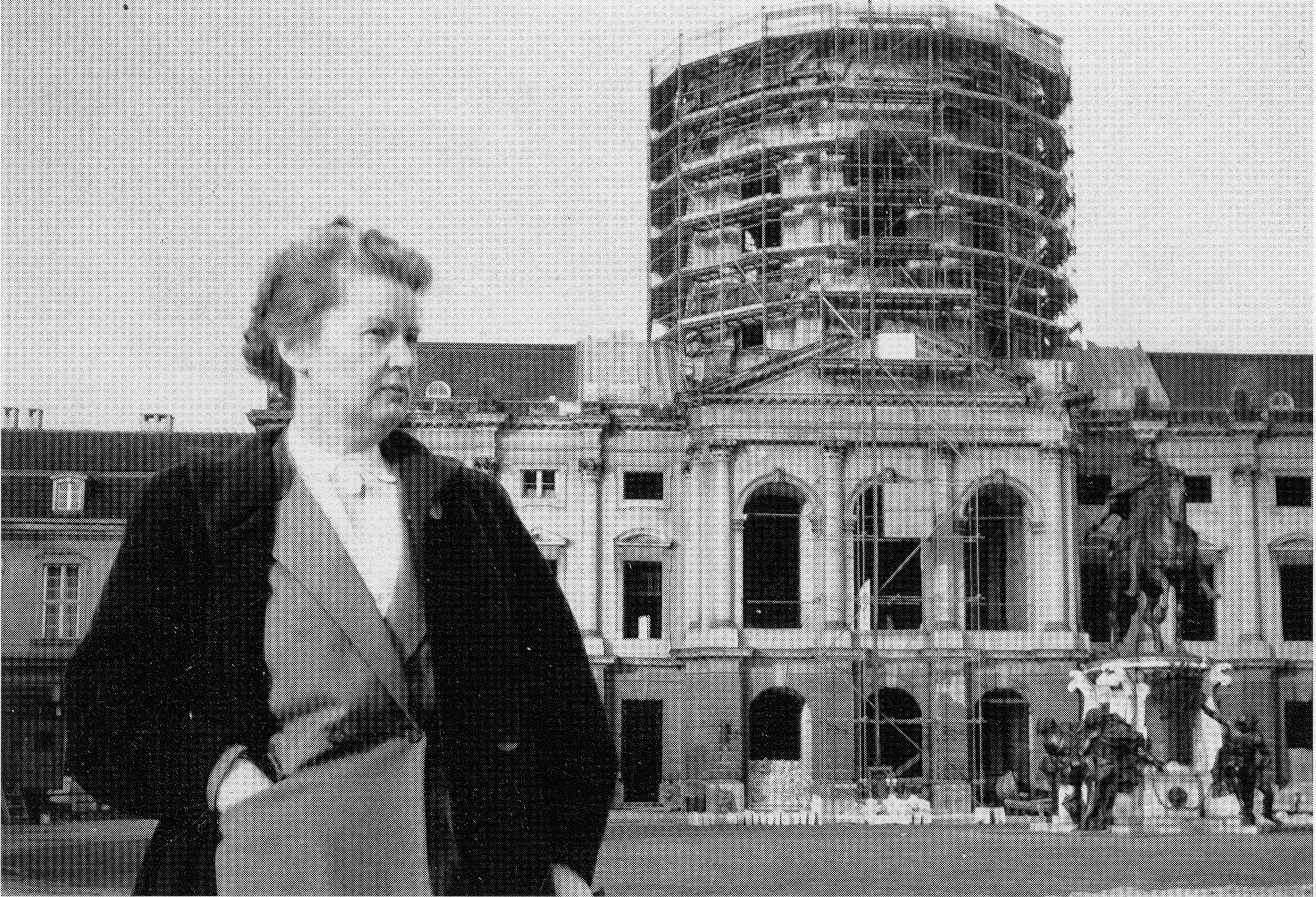
Margarete Kühn vor dem Schloss Charlottenburg im Wiederaufbau, 1953

Margarete Kühn (* 4. Februar 1902 in Lütgendortmund; † 12. September 1995 in Berlin) war eine deutsche Kunsthistorikerin. In der Nachkriegszeit Direktorin der preußischen Schlösserverwaltung, setzte sie sich vergeblich für den Erhalt des Berliner Schlosses und erfolgreich für den Wiederaufbau des Charlottenburger Schlosses ein.

## Leben und Werk

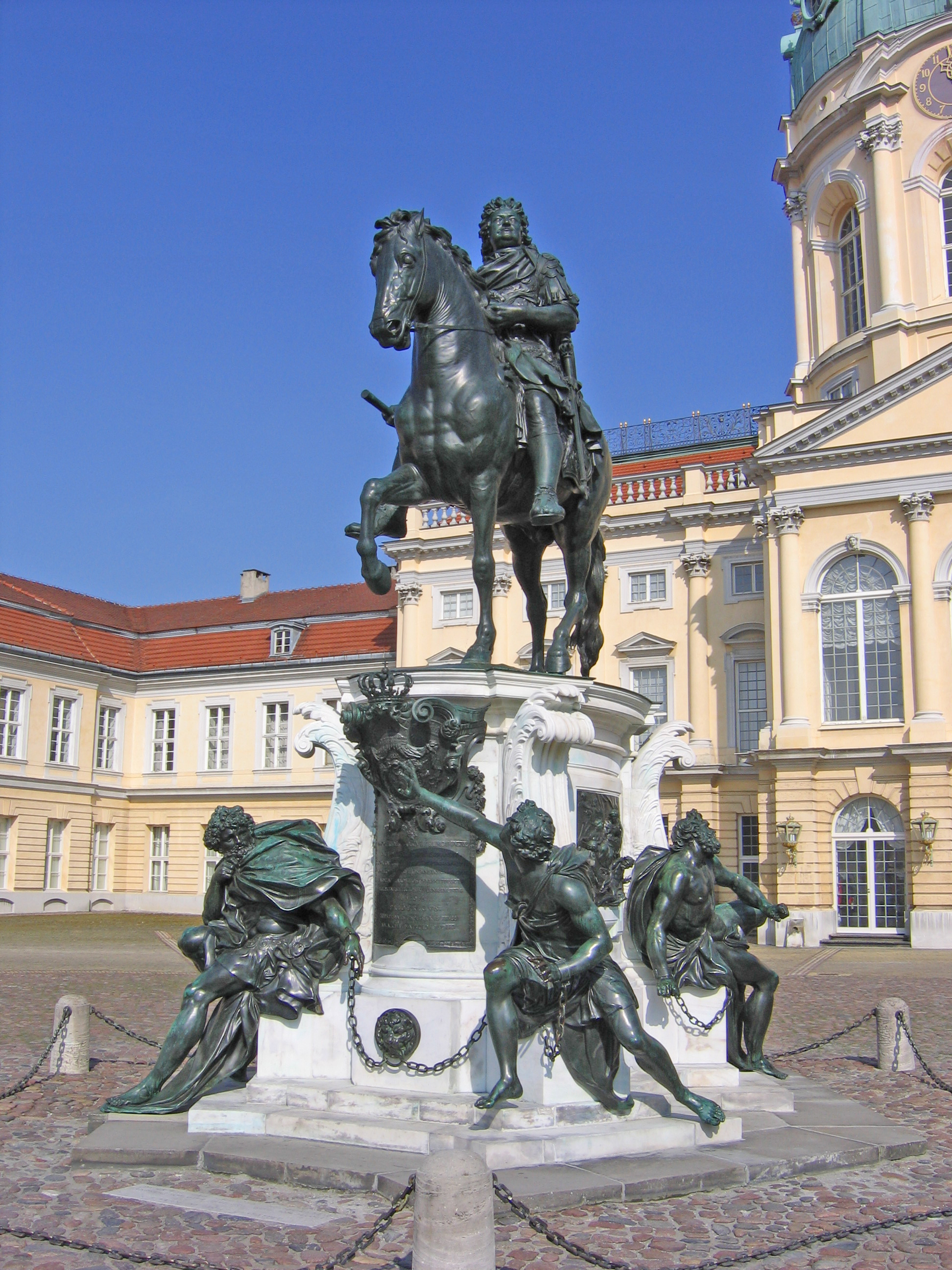
Reiterstandbild des Großen Kurfürsten im Ehrenhof des Schlosses Charlottenburg

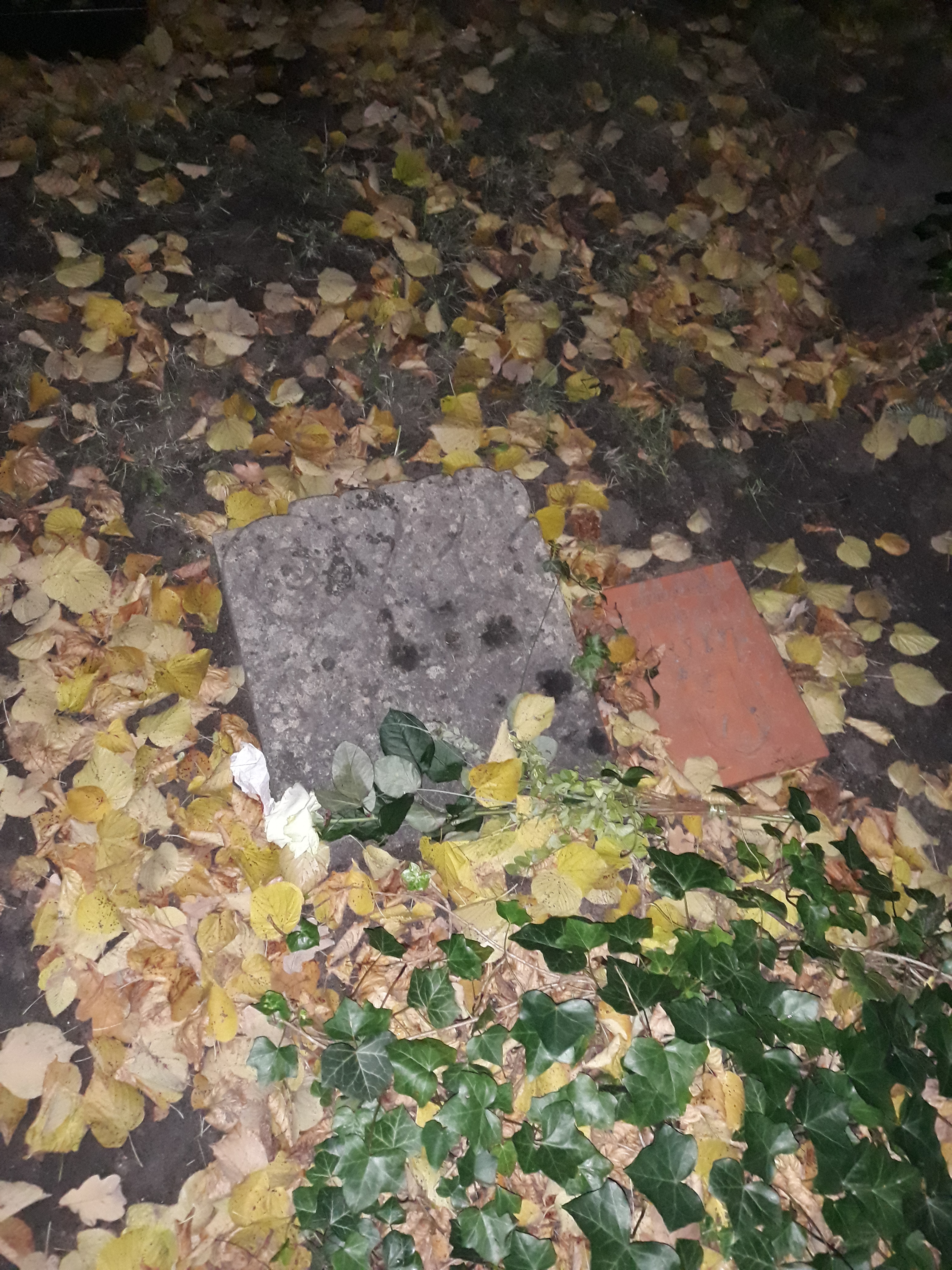
Das Grab von Margarete Kühn auf dem Evangelischen Kirchhof Alt-Schöneberg in Berlin.

Margarete Kühn studierte in München, Wien sowie Leipzig Kunstgeschichte und promovierte 1928 in München. Bereits vor dem Zweiten Weltkrieg arbeitete sie mit dem damaligen Direktor der Preußischen Schlösserverwaltung Ernst Gall (1888–1958) zusammen und war für das Schloss Charlottenburg zuständig. Nach Kriegsende übernahm sie in der Viersektorenstadt Berlin die Leitung der Nachfolgeeinrichtung Verwaltung der Staatlichen Schlösser und Gärten Berlin. 
Während der Spaltung Berlins protestierte Kühn im Oktober 1948 erfolglos gegen die Räumung des Berliner Schlosses in Ost-Berlin durch die Deutsche Volkspolizei, obwohl eine amtliche Kommission es am Vortag für nicht einsturzgefährdet erklärt hatte. Betroffen war auch eine der Dienststellen Kühns im Schloss. Der aussichtslose Kampf gegen den vom Ost-Berliner Magistrat betriebenen Abriss des Schlosses veranlasste sie und den Landeskonservator von Berlin, Hinnerk Scheper, ihre Sitze nach West-Berlin zu verlegen. Als Direktorin der West-Berliner Schlösserverwaltung betrieb sie nun mit großer Energie den Wiederaufbau des Schlosses Charlottenburg, das wesentlich stärkere Schäden erlitten hatte als das auf Beschluss des III. Parteitags der Sozialistischen Einheitspartei Deutschlands (SED) im Herbst 1950 gesprengte Berliner Schloss.
Erst im Jahr 1956 erhielt Kühn mit Martin Sperlich einen wissenschaftlichen Mitarbeiter und somit Unterstützung in ihrer Arbeit. Sperlich folgte ihr 1969 im Amt und setzte den Wiederaufbau in ihrem Geiste fort. Durch ihren Einsatz wurde im Jahr 1952 das 1700/1708 von Andreas Schlüter geschaffene und 1949 aus dem Tegeler See geborgene Reiterstandbild des Großen Kurfürsten im Ehrenhof des Schlosses Charlottenburg aufgestellt. Bis Kriegsanfang hatte es auf der Langen Brücke (heute Rathausbrücke) am Berliner Schloss gestanden. Sie setzte sie sich auch dafür ein, dass der im Krieg stark verwüstete Charlottenburger Schlossgarten anders als in der DDR die Potsdamer Parke Babelsberg und Neuer Garten zu einem Volkspark wurde. So schrieb sie 1951: „Die künstlerische Planung muß davon ausgehen, daß der Park eine historische, zum Schloß gehörige Anlage ist.“ Deshalb setzte sie sich für die Wiederherstellung des Parterres in barocker Formgebung ein.
Kühn war von 1958 bis 1974 Herausgeberin der Zeitschrift für Kunstgeschichte und  von 1962 bis 1995 des Karl Friedrich Schinkel Lebenswerks. Sie war auch Gründungsmitglied der Arbeitsgruppe Schlossmonografie. Zu ihrem zehnten Todestag und ihrem Geburtstag wurde in einem Charlottenburger Neubaugebiet die 
Margarete-Kühn-Straße nach ihr benannt.

## Ehrung
- 1984: Ernst-Reuter-Plakette des Landes Berlin

## Veröffentlichungen
- Preussische Schlösser in der Zeit vom Grossen Kurfürsten bis zu Friedrich Wilhelm IV. 2. Auflage. Verwaltung der Staatlichen Schlösser und Gärten. Berlin 1936.
- Georg Wenzeslaus von Knobelsdorff. Gedächtnisschau im Schloß Charlottenburg zum 200. Todestag. Berlin 1953.
- Das Schloß Charlottenburg (Denkmäler deutscher Kunst). Berlin 1955.
- Antoine Pesne und die friderizianische Raummalerei. Mythologie und Landschaft. In: Ekhart Berckenhagen et al.: Antoine Pesne. Berlin 1958, S. 51–78.
- Die Siegessäule. Verwaltung der Staatlichen Schlösser und Gärten, Berlin 1963.
- Das Charlottenburger Schloß. Zur Eröffnung wiederhergestellter Räume im Nehring-Eosander-Bau. In: Mitteilungen des Vereins für Geschichte Berlins, N.F. 7 (1967), S. 85–90.
- Schloß Charlottenburg (Die Bauwerke und Kunstdenkmäler von Berlin). 2 Bde. Berlin 1970.